# Kamionka (Staniszewo)
Kamionka (Kamionki, kaszb. Kamionka) – część wsi Staniszewo w Polsce, położona w województwie pomorskim, w powiecie kartuskim, w gminie Kartuzy.
W latach 1975–1998 Kamionka należała administracyjnie do województwa gdańskiego